# Dicaelotus signatus
Dicaelotus signatus là một loài tò vò trong họ Ichneumonidae.